# Syd, Olly und Millie
Syd, Olly und Millie waren die offiziellen Maskottchen der Olympischen Sommerspiele 2000 in Sydney.

## Beschreibung
Syd, dessen Name auf die Stadt Sydney verweist, ist ein Schnabeltier. Es steht für die Umwelt Australiens und soll zudem die Energie der Einwohner repräsentieren. Olly ist ein Kookaburra. Sein Name steht für die Olympischen Spiele, er verkörpert den olympischen Geist der Großzügigkeit. Das dritte Maskottchen ist Millie, ein Ameisenigel. Sein Name verweist auf das neue Millennium, er wird als technologie-affines Wesen charakterisiert. Syd, Olly und Millie symbolisieren zudem die Elemente Wasser, Luft und Erde.

## Entwicklung
Das Design der Maskottchen entwarf Matthew Hatton. Die drei Tierarten, die alle in Australien heimisch sind, wurden mittels einer Umfrage ermittelt. Dabei wurden von vornherein die Optionen Känguru und Koala ausgeschlossen, um nicht die klassischen, immer wieder benutzten australischen Stereotypen zu verwenden. Das Sydney Organising Committee for the Olympic Games stellte Syd, Olly und Millie erstmals im Januar 1997 der Öffentlichkeit vor.

## Sonstiges
Syd, Olly und Millie wurden von der Bevölkerung positiv aufgenommen. Während der olympischen Spiele avancierte jedoch Fatso the Fat-Arsed Wombat, das inoffizielle Maskottchen der Spiele, das für den australischen Fernsehsender Channel Seven kreiert wurde, zum Publikumsliebling. Fatso war in der Öffentlichkeit deutlich populärer, was sich unter anderem auf den Verkauf der offiziellen Merchandising-Artikel auswirkte.
Die originalen Maskottchen-Kostüme von Syd, Olly und Millie werden in einem Lager des Powerhouse Museums in Sydney aufbewahrt.